# ペインスウィック
ペインスウィック (Painswick) は、イングランド・グロスターシャー州のコッツウォルズにある町、行政教区。元来、羊毛の取引で栄えていたが、現在は教区教会の木（外部リンク参照）とロココガーデンによって知られている。「コッツウォルズストーン」を使った建物群が特徴的な景観をなしている。